# 吉诺·约尔古列斯库
吉诺·约尔古列斯库（羅馬尼亞語：Gino Iorgulescu，1956年5月15日—），罗马尼亚男子足球运动员，司职后卫。他曾代表罗马尼亚国家队参加1984年欧洲足球锦标赛，结果队伍止步小组赛阶段。